# Дейви, Мартин Лютер
Мартин Лютер Дейви (англ. Martin Luther Davey; 25 июля 1884, Кент, Огайо — 31 марта 1946, Кент) — американский предприниматель и политик; генеральный директор и президент компании «Davey Tree Expert Co.» (1909), мэр города Кент с 1913 по 1918 год; конгрессмен в 1918—1921 и 1923—1929 годах; 53-м губернатор штата Огайо с 1935 по 1939 год; после поражения на выборах губернатора вернулся в бизнес.

## Работы
- The tree as a living thing (1921)
- The broader aspects of conservation (1930)